# Гимн Санкт-Петербурга
Гимн Санкт-Петербурга — официальный государственный символ города федерального значения Санкт-Петербурга. Официально вместе с текстом принят 13 мая 2003 года, когда утверждённую 23 апреля Законодательным собранием Санкт-Петербурга новую редакцию закона Санкт-Петербурга № 165-23 «О детальном описании официальных символов Санкт-Петербурга и порядке их использования» подписал губернатор Санкт-Петербурга. Музыка гимна — «Гимн Великому городу» из балета «Медный всадник», композитор — Рейнгольд Глиэр (в редакции Григория Корчмара). Автор текста гимна — Олег Чупров. В качестве гимна Ленинграда использовалось также произведение «Гимн Великому городу» Глиэра, но на слова барда Александра Городницкого, который написал стихи специально к 250-летию Ленинграда. Впервые гимн на слова Городницкого прозвучал только в 1957 году.

## «Гимн Великому городу» на стихи Городницкого
За музыкальную основу гимна было взято оркестровое исполнение «Гимна Великому городу» из балета Рейнгольда Глиэра «Медный всадник». Первый вариант текста написал Александр Городницкий в 1957 году в канун празднования 250-летия Ленинграда. Торжества по случаю юбилея города изначально были намечены на весну 1953 года, но были отложены в связи со смертью Сталина и состоялись только в июне 1957 года. В том же году в Москве проходил Всемирный фестиваль молодёжи и студентов, и в Ленинграде специально к юбилею ожидали прибытия иностранных гостей. Хору клуба «Трудовые резервы» доверили исполнить гимн города, в связи с чем клуб объявил конкурс на написание стихотворения, которое планировалось положить на музыку Глиэра из «Медного всадника» и тем самым сделать его гимном. Глеб Сергеевич Семёнов, руководитель литературной студии, в которой занимался Городницкий, предложил Городницкому поучаствовать в конкурсе. В самом первом варианте текста были следующие строки.

Люблю тебя я, мой город величавый,

Дворцовых фасадов недвижный парад,

Твой каждый камень овеян славой,

Седой Петербург, Петроград, Ленинград…

От заказчиков Городницкий получил в качестве гонорара 600 рублей, хотя Семёнов утверждал, что «Трудовые резервы» выделили в качестве гонорара изначально 3 тысячи рублей (в более позднем интервью Городницкий указывал в качестве гонорара 800 рублей, а предполагаемую сумму в наличии у «Трудовых резервов» — 5 тысяч рублей). Первые две строфы в гимне выглядели следующим образом:

Поем тебя мы, наш город величавый,

Рожденный в боях и дыму баррикад.

Твой каждый камень овеян славой,

Седой Петербург-Петроград-Ленинград.

Для мира ставший знаменем свободы,

На радость нам и недругам на страх,

Не волей царей, а волею народа

Ты гордо встал на невских берегах.

Согласно сборнику «Молодые голоса. Из репертуара студенческих хоров Ленинграда», текст к «Гимну Великому городу» в переложении для хора составили участники хора Дома культуры профтехобразования к 250-летию Ленинграда. Главный редактор газеты «Мариинский театр» Иосиф Райскин, исходя из приведённой в сборнике информации, утверждал, что текст этой песни «создавался и пелся абсолютно искренне, а главное, бескорыстно», поэтому его авторы не могли получить хоть какого-либо вознаграждения за проделанную работу. «Гимн Великому городу» на слова Городницкого стал на долгое время гимном Ленинграда и исполнялся на разных торжественных мероприятиях — в том числе и тогда, когда поезд «Красная стрела» отходил от перрона Московского вокзала. В сборнике «Молодые голоса. Из репертуара студенческих хоров Ленинграда» текст выглядел следующим образом:

Поем тебе мы, наш город величавый.

Ты рос в боях и в огне баррикад;

Твой каждый камень овеян славой,

Седой Петербург, Петроград, Ленинград.

Миру ставший знаменем свободы,

На радость нам и недругам на страх

Вознесся гордо волею народов,

Красуясь встал на невских берегах.

Твои заставы стоят передовыми.

Взошла заря над великой страной.

Храни бессмертное Ленина имя,

Расти и славься наш город-герой!

## Конкурс на новый текст

### Отборочный этап
Вопрос об утверждении нового текста гимна Санкт-Петербурга был впервые поднят в 2000 году. Изначально петербургские парламентарии намеревались сами создать стихи к музыке Глиэра, зачастую пытаясь положить на музыку строки из вступления к поэме «Медный всадник». По мнению музыковеда Иосифа Райскина, мелодия «Гимна великому городу» была в буквальном смысле продиктована метрикой и строфикой вступления к «Медному всаднику». Однако попытки утвердить гимн самостоятельно потерпели неудачу, и в июле 2002 года почётный гражданин Санкт-Петербурга певица Ирина Богачёва впервые в истории города как почётный гражданин выступила с законодательной инициативой — инициативой объявить публичный конкурс на сочинение нового текста гимна. 26 июня Законодательное собрание Санкт-Петербурга поддержала это предложение, и по инициативе вице-спикера Законодательного собрания Санкт-Петербурга Вадима Тюльпанова был объявлен конкурс на новый гимн. В конкурсе могли участвовать все граждане России, от которых требовалось сочинить «торжественное, патриотического характера» стихотворение, соответствующее по форме, размеру и ритму музыке Глиэра. Заявки можно было отправлять в конкурсную комиссию до 30 сентября 2002 года. Победителю обещали премию в размере 30 МРОТ, двум другим финалистам премию по 10 МРОТ каждая.
Лучший вариант планировали выбрать по итогам голосования жюри, составленного из 11 почётных граждан Санкт-Петербурга. В частности, в жюри вошли Жорес Алфёров, Алиса Фрейндлих, Кирилл Лавров, Андрей Петров, Игорь Спасский, Наталия Дудинская и другие. Вице-спикер Вадим Тюльпанов стал куратором конкурса: по мнению газеты «Коммерсантъ С-Петербург», на это могло повлиять то, что Тюльпанов сам неплохо пел. Сам Кирилл Лавров высказал мнение, что текст гимна стоило бы предложить выбрать путём голосования среди всех жителей Петербурга.
К началу августа в конкурсную комиссию пришло более 100 заявок. Некоторые авторы исполняли варианты гимна в кабинете Тюльпанова, приходя со своими инструментами и кассетными записями: в частности, одни люди исполняли под аккомпанемент гитары, другие играли на баяне; кто-то даже напевал песню по телефону. Согласно сообщению газеты «Коммерсантъ С-Петербург», 5 августа 2002 года вернувшийся из отпуска Вадим Тюльпанов обратился к помощникам с просьбой выделить из присланных вариантов те, которые можно было бы передать конкурсной комиссии: по словам газеты, достойных вариантов оказалось очень мало. В том же месяце Тюльпанов обратился к известным поэтам-песенникам Петербурга с просьбой предложить свои варианты текста: среди тех, к кому вице-спикер обращался за помощью, им были упомянуты Борис Гребенщиков, Юрий Шевчук, Игорь Корнелюк, Михаил Боярский, Диана Арбенина, Светлара Сурганова, Эдуард Хиль и Александр Городницкий. В конкурсе действительно приняли участие не только Хиль и Городницкий, но и бард Юрий Кукин.
Сам Городницкий рассказывал, что ему позвонили из Законодательного собрания и предложили переработать старый текст гимна Ленинграда, убрав упоминания о революции и советской эпохе, и выдвинуть его на конкурс. Поэт переработал текст, но сделал это с большой неохотой, поскольку вычёркивать упоминания о советском периоде истории города он считал для себя немыслимым. Свой вариант гимна он исполнил в приёмной Тюльпанова в присутствии множества поклонников. Текст варианта в его исполнении выглядел следующим образом:

Люблю тебе я, мой город величавый, —

Дворцовых фасадов недвижный парад.

Твой каждый камень овеян славой,

Торцы мостовых и граниты оград.

Открыв морей неведомые воды,

На радость нам и недругам на страх,

Не волей царей, а волею народа

Ты гордо встал на невских берегах.

Ты помнишь гром орудийной канонады,

Руины домов и в предместьях бои.

Тяжелые цепи голодной блокады

Сорвали могучие руки твои.

Красуйся в веках, непобедимый город,

В Европу Петром пробитое окно.

Ты вечно юн, и на твои просторы

Врагу никогда ступить не суждено.

Ты был и остался надеждою России

От давних времен и до нынешних дней,

И нету тебя на планете красивей,

И нету тебя на планете родней.

Пока гремит полуденная пушка,

И белая ночь сияет над Невой,

Мне счастья в жизни большего не нужно,

Лишь жил бы всегда Великий город мой,

Город — герой.

Всего в Законодательное собрание пришёл 341 текст, из них 12 заявок были на аудиокассетах и две на видео. Одна заявка была прислана на финском языке. Среди авторов текстов были жители Москвы, Петербурга, Тулы, Нижнего Новгорода, США, Латвии и Германии. Хотя среди участников конкурса были и молодые авторы (моложе 30 лет), их доля не превышала 5 % от всех участников; более 70 % всех присланных работ отправили люди старше 50 лет, в то время как 25 % составили работы участников в возрасте от 30 до 50 лет. В некоторых вариантах предложенных текстов упоминались Адмиралтейство, футбольный клуб «Зенит» и даже президент России Владимир Путин. В то же время чаще всего в текстах встречались такие образы, как Нева, Медный всадник, белые ночи, Пётр I, блокада, морская столица и «окно в Европу».

### Результаты конкурса
Конкурсная комиссия провела в общей сложности три заседания, допустив к последнему туру 19 работ. Каждый из членов комиссии должен был выбрать до 10 вариантов. В финал конкурса вышли три автора — пенсионерка Наталья Богачёва (юрист по образованию), поэт Олег Чупров (член Союза писателей России) и автор-исполнитель Александр Городницкий. Член конкурсной комиссии, учёный секретарь Пушкинского Дома Юрий Прозоров при этом отметил, что текст Богачёвой несколько не соответствовал ритмическому рисунку произведения Глиэра, и поэтому в течение недели с момента допуска его необходимо было доработать. Финал конкурса был назначен на 24 октября, победителя должны были назвать на следующий день, но в случае, если комиссия не выбрала бы победителя, конкурс пришлось бы признать несостоявшимся.
Музыковед Михаил Бялик критически отнёсся ко всем трём вышедшим в финал вариантам, заявив, что представленные на конкурс песни были «ниже всякой критики»; схожее мнение высказал Кирилл Лавров, предположив, что выбор нового текста был связан со спешной подготовкой к 300-летию Петербурга. У конкурсной комиссии вызвал подозрение и тот факт, что стихотворение Городницкого по многим строкам совпадало со стихотворением другого поэта, Алексея Фатьянова, также писавшего гимн к 250-летию Ленинграда. Секретарь конкурсной комиссии Лариса Таци заявила, что подготовит обращение к Александру Городницкому, в котором изложит предложения комиссии и определит, под каким авторством планируется представить текст — только под авторством Городницкого или под авторством Городницкого и Фатьянова. После дополнительной проверки выяснилось, что стихотворение Городницкого появилось всё же раньше, чем стихотворение Фатьянова.
Все три конкурсных варианта прозвучали 24 октября 2002 года в Эрмитажном театре в исполнении детского хора телевидения и радио, и в этот же день был оглашён победитель. В Эрмитажном театре на исполнении всех трёх вариантов присутствовало всего пятеро почётных граждан Санкт-Петербурга, которые проголосовали очно, а ещё четверо проголосовали заочно. Изначально по итогам голосования фаворитом шёл именно текст Городницкого, который набрал по итогам заключительного отборочного этапа 7 голосов и вышел в финал. Однако в финале с перевесом всего в один голос победил текст Олега Чупрова, который прежде писал гимны для Петербургского горного института и Ленинградского военного округа. Вариант текста Олега Чупрова, который был выбран жюри в качестве текста-победителя, выглядел следующим образом:

Державный град коронован красотою!

Дворцов парад и седой гранит!

И Летний сад говорит с Невою.

И память времен Медный всадник хранит!

Великий град плывет в просторе синем,

Преодолев все бури и ветра!

С морской душой, бессмертен, как Россия,

Плыви фрегат, под парусом Петра!

Санкт-Петербург, ты святой и светлый город!

Бесценный дар — жить одной судьбой!

Летят года, но всегда ты молод!

Так славься в веках! Мы гордимся тобой!!!

### Реакция
Организаторы конкурса отметили, что текст-победитель не является идеальным, и посоветовали Чупрову дополнительно его доработать. Входивший в жюри руководитель ЦКБ «Рубин» Игорь Спасский даже предложил внести свои собственные поправки. Городницкий, отзываясь о новом варианте текста, заявил, что «почти убеждён, что это никуда не годится», но ему было интересно мнение общественности. Музыковед Иосиф Райскин подверг текст Чупрова разгромной критике, сказав, что если текст советских времён при наличии идеологической составляющей всё ещё был относительно грамотен, то к тексту Чупрова можно было предъявлять бесконечные претензии. В частности, в его варианте песня начиналась словами «Державный град коронован красотою!», а в 12 строках встречалось 12 восклицательных знаков, что вызывало крайнее возмущение у Райскина. Он отмечал также, что имели место несоблюдения точности, которая была «ничуть не менее необходима» в стихах, чем в прозе. Активное обсуждение результатов конкурса продолжалось и в ноябре в петербургской прессе: музыковед Иосиф Райскин даже отправил в редакцию газеты «Вечерний Петербург» письмо, в котором раскритиковал вариант Чупрова, однако оно не было опубликовано. 17 декабря того же года комиссия, возглавляемая Вадимом Тюльпановым, одобрила доработанный вариант гимна.
В марте 2003 года выяснилось, что город не имеет формального права использовать где бы то ни было музыку Глиэра, даже несмотря на то, что в Уставе Петербурга она уже была указана в качестве официального символа города. Композитор скончался в 1956 году, за год до торжеств, а к правонаследникам творчества Глиера никто так и не обратился с вопросом о возможности использования музыки композитора в качестве гимна. Эту проблему поднял Северо-Западный филиал Российского авторского агентства, однако возникший конфликт по поводу авторских прав удалось решить в пользу города. Закон о гимне был принят Законодательным собранием Санкт-Петербурга 23 апреля 2003 года и подписан 13 мая губернатором города. Гимн, представленный как музыкальное переложение «Гимна великому городу» Р. М. Глиэра на слова О. А. Чупрова, закреплён пунктом 4 статьи 6 Устава Санкт-Петербурга. 6 октября 2004 года Законодательное собрание приняло закон № 499-73, в соответствии с которым в Устав вносились изменения, связанные с утверждением гимна и включением его упоминания в Устав. 22 октября 2004 года он был подписан губернатором Валентиной Матвиенко.
По данным библиографического указателя музыкальных произведений о Петербурге «Город над вольной Невой», изданного в 2015 году, на мелодию Р. М. Глиэра «Гимн великому городу» официально были в разные годы положены стихи с инципитами «Державный град…» (слова — О. А. Чупров), «Краса Руси, её доблесть, сила, слава сплелись в тебе город над Невой…» (слова — И. Г. Смирнова) и «Поем тебе мы, наш город величавый…».

## Текст гимна
Текст гимна представлен в Приложении 11 к Закону Санкт-Петербурга «О детальном описании официальных символов Санкт-Петербурга и порядке их использования», принятому 23 апреля 2003 года:

Державный град, возвышайся над Невою,

Как дивный храм, ты сердцам открыт!

Сияй в веках красотой живою,

Дыханье твоё Медный всадник хранит.

Несокрушим — ты смог в года лихие

Преодолеть все бури и ветра!

С морской душой,

Бессмертен, как Россия,

Плыви, фрегат, под парусом Петра!

Санкт-Петербург, оставайся вечно молод!

Грядущий день озарён тобой.

Так расцветай, наш прекрасный город!

Высокая честь — жить единой судьбой!

## Исполнение

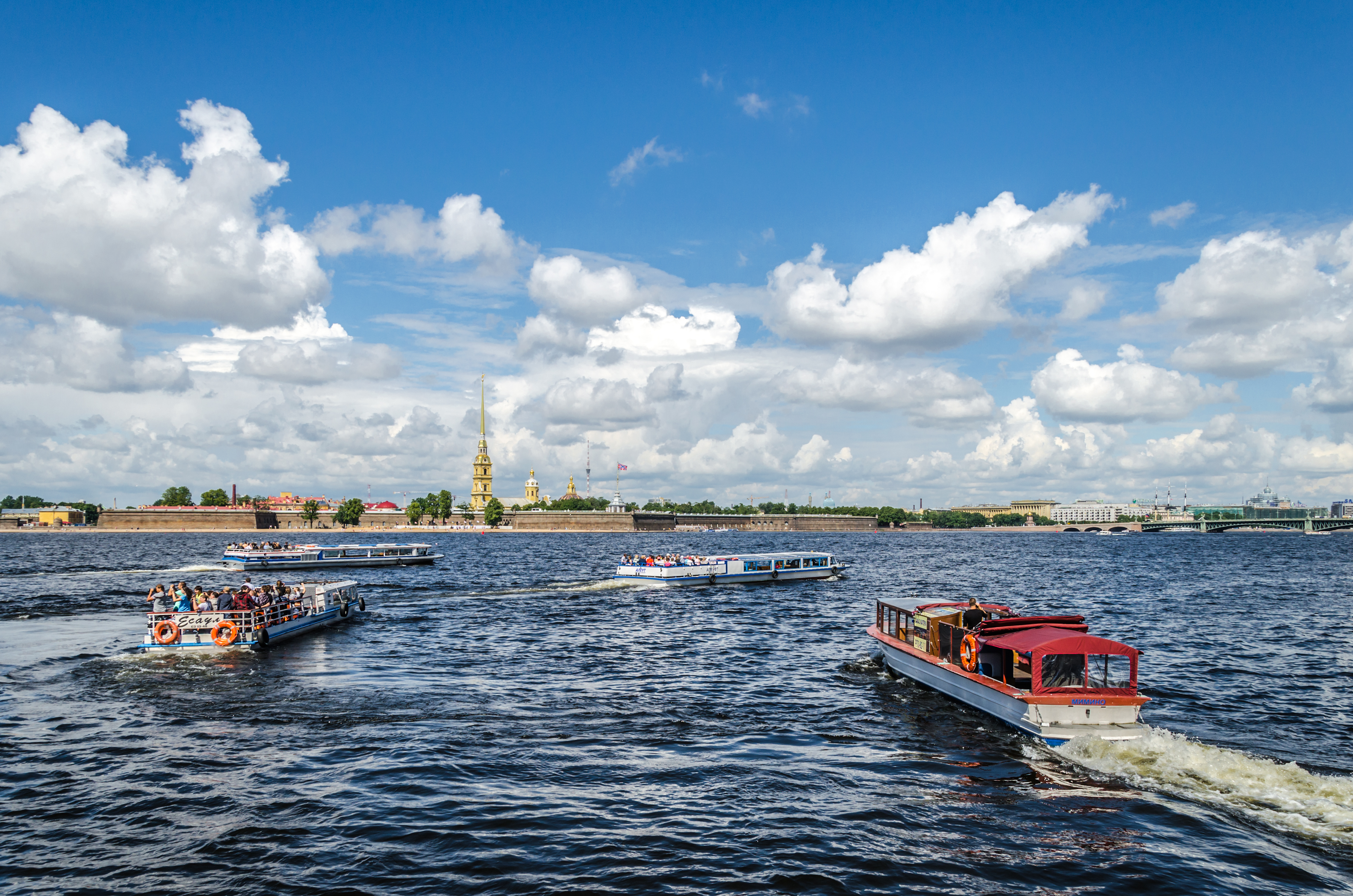
«Державный град, возвышайся над Невою…»

Согласно статье 13 закона «О детальном описании официальных символов Санкт-Петербурга и порядке их использования», гимн исполняется во время торжественных церемоний и мероприятий проводимых органами государственной власти Санкт-Петербурга. В частности, он исполняется во время официальной церемонии поднятия флага Санкт-Петербурга; после принесения присяги избранным губернатором Санкт-Петербурга; на встречах и проводах официальных лиц и делегаций иностранных государств, посещающих органы государственной власти Санкт-Петербурга с официальным визитом (если при этом не исполняется гимн России), а также при вручении знаков отличия лицам, которым присвоено звание «Почётный гражданин Санкт-Петербурга».
Гимн звучит на открытии первого заседания Законодательного собрания Санкт-Петербурга очередного созыва, но может исполняться также при открытии первого после каникул и закрытии последнего перед каникулами собрания. Законом допускается исполнение гимна во время церемонии встреч и проводов официальных делегаций из других субъектов Российской Федерации; во время открытия памятников и памятных знаков, воздвигнутых на городские средства или по инициативе органов государственной власти; во время вручения наград, учрежденных Законодательным Собранием Санкт-Петербурга или Правительством Санкт-Петербурга, а также во время иных торжественных мероприятий. Так, гимн исполняется при каждом пуске фонтанов Большого каскада в Петергофе. Исполнение гимна разрешается иногда при проведении спортивных соревнований в Санкт-Петербурге.
Гимн Санкт-Петербурга в обязательном порядке открывает и закрывает вещание всех телеканалов и радиостанций, учредителями которых являются органы государственной власти Санкт-Петербурга, а также звучит в День города в начале всех телевизионных и радиопрограмм, посвящённых этому событию. Этому требованию, в частности, подчинялся в прошлом Пятый канал, который начинал эфир исполнением гимна России и гимна Санкт-Петербурга; эфир он завершал сначала гимном Санкт-Петербурга, а затем гимном России. Именно с исполнения гимна Санкт-Петербурга началось вещание телеканала 78 1 сентября 2017 года.
19 ноября 2007 года в концертном зале Государственной академической капеллы гимн прозвучал в исполнении местного оркестра и хора. Согласно изданию Фонтанка.ру, тогда же были представлены и диски с записью гимна как ориентир для исполнения, поскольку с момента утверждения гимна его постоянно исполняли по-разному, и «кто-то не попадал в ноты, кто-то в слова». Так, по словам Иосифа Райскина, в 2002 году в Эрмитажном театре редакцию «Гимна» исполнили хор и симфонический оркестр Капеллы под управлением Владислава Чернушенко: депутатам Законодательного собрания тогда специально выдали печатный стихотворный текст Чупрова, однако никто из гостей не смог спеть его сообразно музыке. Райскин утверждал, что гости полагали, что на каждый слог обязательно должна приходиться только одна нота вне зависимости от длительности, и, «разумеется, у них ничего из этого не получилось». Представленное в капелле в ноябре 2007 года «живое» исполнение и запись гимна были признаны «эталонным» звучанием, согласно сообщениям «Фонтанки».

## Неофициальные гимны города
Среди других «неофициальных» гимнов города упоминаются «Вечерняя песня» (на слова Александра Чуркина и музыку Василия Соловьёва-Седого), «Атланты» (песня Александра Городницкого), «Так живи, мой град, живи» (песня Владислава Ирхина) и «Санкт-Петербург — гордая белая птица» (песня Олега Кваши, официальный гимн празднования 300-летия Санкт-Петербурга).